# Eduardo Óscar Wagner
Eduardo Óscar Wagner (Lisboa, 24 de Setembro de 1852 - Lisboa, 17 de Outubro de 1899) foi um músico português.

## Biografia
Era filho do Professor do Conservatório Real de Lisboa Ernesto Vítor Wagner, Alemão, parente do grande Mestre Richard Wagner, e de sua mulher Leopoldina Carolina Neuparth, Judia Asquenaze Alemã.
Nesse estabelecimento, para onde entrou em 1864, fez a sua aprendizagem de violoncelo com Guilherme Cossoul, de quem foi um dos melhores e mais queridos alunos, terminando o curso, com distinção, em 1870. Havia estudado, igualmente, no Conservatório com seu pai, trompa, instrumento em que veio a revelar rara habilidade. Foi notável trompista e violoncelista.
O casamento de sua irmã Virgínia Henriqueta Wagner foi festejado com um interessante Concerto no Salão da Trindade, a 27 de Outubro de 1869, em que tomou parte toda a família Wagner, como que para festejar os seus desposórios. Virgínia Henriqueta Wagner executou, com acompanhamento de Orquestra, o concerto em ré menor, de Wolfgang Amadeus Mozart, e um tema com variações de Sigismond Thalberg; os dois irmãos, Eduardo Óscar Wagner e Vítor Augusto Wagner, e a irmã, executaram o primeiro trio de Felix Mendelssohn Bartholdy e o trio em dó menor, de Ludwig van Beethoven.
Quando, em 1874, Guilherme Daddi fundou a primeira Sociedade de Quartetos que existiu em Lisboa, foi um dos seus componentes dum notável Quarteto, o mesmo sucedendo, em 1876, com seu irmão Vítor Augusto Wagner, de regresso a Lisboa, e com José Vieira, e que realizou cinco brilhantes Concertos.
Começando, em 1878, a substituir provisoriamente o seu ex-Mestre Guilherme Cossoul na Regência da Cadeira de Violoncelo, no Conservatório Real, a 12 de Outubro de 1881, depois da morte deste, mediante concurso, foi nela definitivamente provido. Através da sua actividade docente, logrou criar uma plêiade de discípulos.
Em 1884, empreendeu uma viagem de estudo à Alemanha, onde visitou Hamburgo, Berlim, na Prússia, Leipzig e Dresden, na Saxónia, cidades em que lhe foi dado ouvir os grandes mestres do violoncelo.
O seu nome consta na lista de colaboradores da revista A Arte Musical  (1898-1915).
Faleceu solteiro e sem geração.